# Prémio de Mérito em Senologia Dr. Dário Cruz
O Prémio de Mérito em Senologia Dr. Dário Cruz, atribuído pelo Núcleo Regional do Centro da Liga Portuguesa Contra o Cancro, tem por objetivo reconhecer o mérito, individual ou coletivo, em torno do estudo e tratamento de doenças mamárias e tem um valor monetário de 10 mil euros.

## Edições anteriores
O Prémio de Mérito em Senologia Dr. Dário Cruz foi atribuído em:
- 2017, à Sociedade Portuguesa de Senologia
- 2018, ao Professor Fernando Schmitt (Professor de Patologia na Faculdade de Medicina da Universidade do Porto)

## Dário Cruz
Dário Bettencourt de Oliveira Cruz (1933-2016), Médico Radiologista Especialista na área da Senologia e do Cancro da mama, co-fundador do Núcleo Regional do Centro (NRC) da Liga Portuguesa Contra o Cancro, e responsável pelo Projecto Piloto de Rastreio de Cancro da Mama da Região Centro (Portugal), pioneiro no país e na Europa desde 1986. Entre 1986 e 1994, dirigiu o Departamento de Imagiologia do IPO de Coimbra e, em 1989, foi um dos fundadores da Sociedade Portuguesa de Senologia e o seu primeiro Presidente da Direção, entre 1989 e 1992. Foi ainda vice-presidente da Sociedade Portuguesa de Radiologia e Medicina Nuclear e membro fundador e da Direcção da Sociedade Portuguesa de Oncologia. Durante o seu percurso profissional foi autor e co-autor de numerosos trabalhos científicos, destacando-se aqueles que se relacionam com o estudo da patologia mamária, bem como a intervenção em inúmeras conferências e reuniões da especialidade.
Prémios:
1988: Prémio Professor António Martins Raposo
1990: Prémio Nacional de Oncologia, juntamente com o Dr. José Gabriel da Rocha Alves.

2011: Prémio de Mérito em Prevenção Oncologia (atribuído pelo Núcleo Regional do Norte da Liga Portuguesa Contra o Cancro)  